# Robersonville (Karolina Północna)
Robersonville – miasto w Stanach Zjednoczonych, w stanie Karolina Północna, w hrabstwie Martin.